# Mendoncia tomentosa
Mendoncia tomentosa är en akantusväxtart som beskrevs av Eduard Friedrich Poeppig och Christian Gottfried Daniel Nees von Esenbeck. Mendoncia tomentosa ingår i släktet Mendoncia och familjen akantusväxter. Inga underarter finns listade i Catalogue of Life.